# 亚当·赫兹
亚当·赫兹（英語：Adam Herz，1972年9月10日—）出生于美国纽约州纽约市，美国编剧和电影监制，2003年他创办的泰丰资本电影公司在环球影业完成了交易。

## 生平
1972年，赫兹出生于美国纽约州纽约市，成长于东密歇根州的大湍城。
赫兹的父亲大卫·赫兹是密歇根州有信誉的脑外科医生。
赫兹毕业于East Grand Rapids High School学校，1996年，赫兹入读密歇根大学，搬到加利福尼亚州的洛杉矶居住。
赫兹是最初从事的工作是电影编剧和生产助理。

## 作品
| 年份 | 作品              | 作品             | 备注 |
| 年份 | 中文名称          | 英文名称         | 备注 |
| ---- | ----------------- | ---------------- | ---- |
| 1999 | 美国派            | American Pie     |      |
| 2001 |                   | Go Fish          |      |
| 2001 | 美国派2           | American Pie 2   |      |
| 2003 | 美国派3：美国婚礼 | American Wedding |      |
| 2012 | 美国派4：美国重逢 | American Reunion |      |